# Tim Kehler

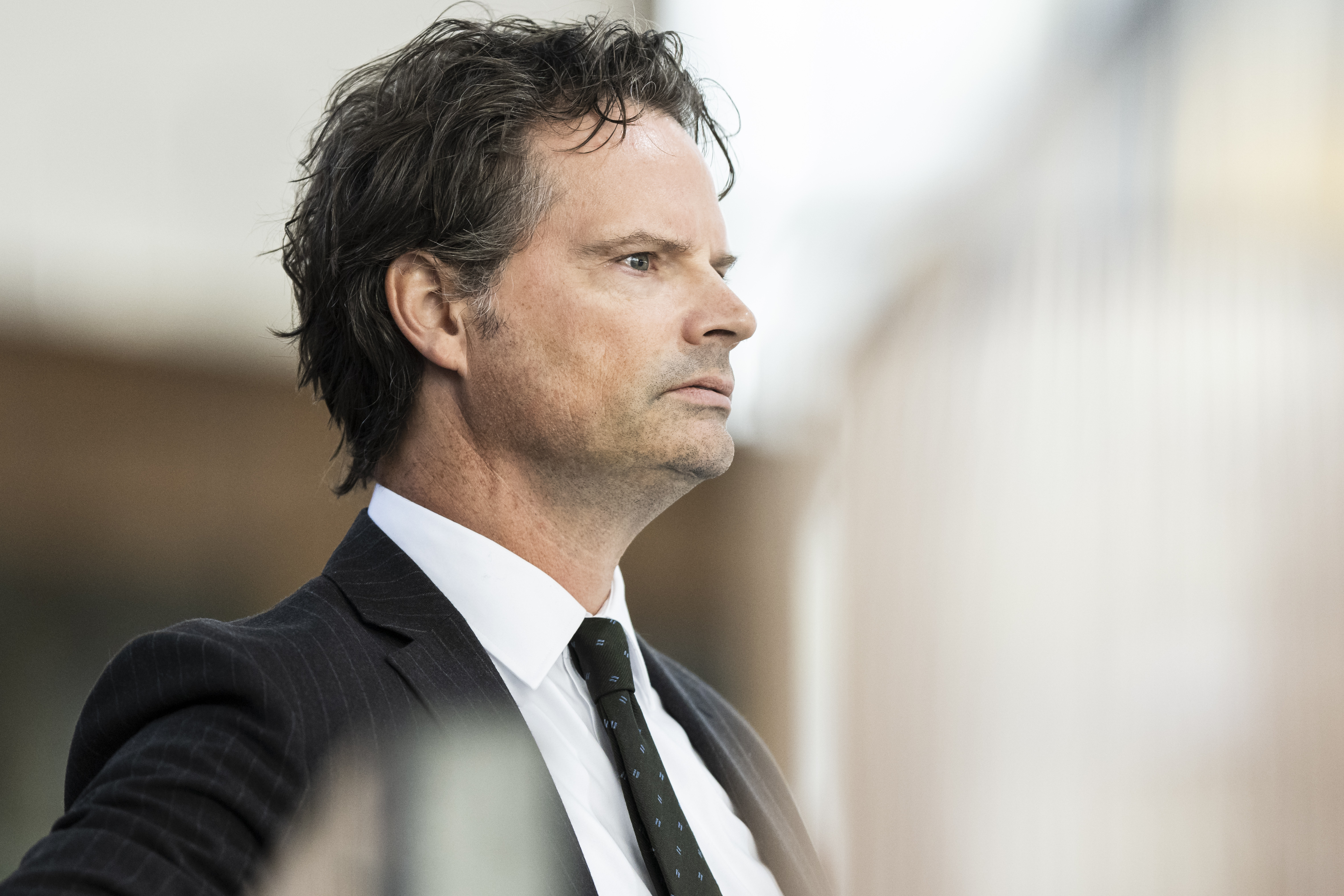
Tim Kehler

Tim Kehler (* 5. Juli 1971 in Victoria, British Columbia) ist ein kanadischer Eishockeytrainer. 

## Karriere
Kehler spielte als Profi in der Saison 1994/95 für den ESV Bayreuth in Deutschland. Das blieb die einzige Auslandsstation während seiner Spielerlaufbahn.
Ab 2002 wirkte Kehler fast zehn Jahre lang als Trainer bei verschiedenen Vereinen in den nordamerikanischen Juniorenligen PIJHL, BCHL und WHL. Nach der Saison 2010/11 wurde er als Trainer des Jahres in der BCHL ausgezeichnet.
Zur Saison 2012/13 nahm er ein Angebot aus Ungarn an und betreute den Verein Miskolci Jegesmedve JSE in der MOL als Cheftrainer. Zudem stellte er seine Fähigkeiten in den Dienst des ungarischen Eishockeyverbandes, wurde Cheftrainer der U20-Nationalmannschaft sowie Co-Trainer der A-Nationalmannschaft unter Rich Chernomaz.
Chernomaz verpflichtete ihn in seiner Tätigkeit als Sportdirektor der Löwen Frankfurt dann im Mai 2015 als Cheftrainer für die Oberliga-Saison 2013/14. Unter Kehlers Leitung stiegen die Löwen 2014 in die DEL2 auf und schafften dabei 49 Siege in Folge, sein Vertrag wurde im April 2014 verlängert. In der Saison 2014/15 führte er die Frankfurter Mannschaft als Aufsteiger ins Halbfinale der DEL2-Playoffs. Dort schieden die Löwen gegen die Fischtown Pinguins aus.
Im Januar 2015 wurde Kehlers Vertrag in Frankfurt per Option bis zum Ende der Saison 2015/16 verlängert. Am 21. Dezember 2015 gaben die Löwen die Trennung von Kehler bekannt. In der Begründung hieß es, die Mannschaft habe sich in den Vorwochen nicht in die richtige Richtung entwickelt, vor allem die Ausbeute aus den Heimspielen sei nicht zufriedenstellend gewesen. Zum Zeitpunkt von Kehlers Entlassung belegten die Löwen in der DEL2 den vierten Tabellenplatz, mit 13 Zählern Rückstand auf den ersten Rang. Die Mannschaft hatte in den Vorwochen von acht Spielen fünf verloren.
Zur Saison 2016/17 wurde Kehler Assistenztrainer unter Greg Poss beim EC Red Bull Salzburg aus der Österreichischen Eishockey-Liga. Dort blieb er bis zum Ende der Saison 2017/18. Ab November 2018 bildete er gemeinsam mit Bobby Carpenter das Trainergespann bei den Kassel Huskies in der DEL2, Mitte Dezember 2018 wurde er bei den Huskies Cheftrainer. Im Februar 2022 wurde er aus diesem Amt entlassen und durch Corey Neilson ersetzt.
Die Ravensburg Towerstars aus der DEL2 verpflichteten Kehler im Mai 2022 als ihren neuen Cheftrainer. Im Januar 2023 kam es zur Trennung, zu dem Zeitpunkt stand die Mannschaft auf dem vierten Tabellenplatz. Die Vereinsführung beklagte fehlenden spielerischen Fortschritt.